# Omid (satellite)
Omid era il primo satellite realizzato dalla Repubblica Islamica dell'Iran. Precedentemente l'Iran aveva lanciato il satellite Sina-1, che era stato realizzato dalla Russia.
Omid fu lanciato il 2 febbraio del 2009 dal Centro spaziale di Semnan a bordo di un lanciatore Safir-1A in orbita bassa terrestre (LEO) rendendo l'Iran il nono paese a lanciare un satellite con un proprio razzo. Fu lanciato in occasione del 30º anniversario della Rivoluzione Iraniana sotto la supervisione del presidente Mahmoud Ahmadinejad, il quale affermò che il satellite fu lanciato per diffondere il monoteismo, la pace e la giustizia nel mondo.
Omid era un cubo di 40 cm con un peso di 26 kg con al suo interno un sistema di telecomunicazioni Store and forward.